# پارک ملی لممن‌یوکی
پارک ملی لِمْمِن‌یوکی (فنلاندی: Lemmenjoen kansallispuisto, سامی ایناری: Lemmee aalmuglâšmecci, سامی شمالی: Leammi álbmotmeahcci) در ناحیه شهرداری‌های ایناری و کیتیلا، لاپلند، در شمال فنلاند واقع شده‌است. این پارک در سال ۱۹۵۶ تأسیس شد و از آن زمان تاکنون دو بار توسعه یافته‌است. مساحت کل آن ۲٬۸۵۰ کیلومتر مربع (۱٬۱۰۰ مایل مربع) است که آن را به بزرگ‌ترین پارک ملی فنلاند و یکی از بزرگ‌ترین پارک‌های اروپا تبدیل می‌کند.
نام این پارک از دریاچه لِمْمِن‌یوکی به طول ۸۰ کیلومتر (۵۰ مایل) گرفته شده‌است رودخانه طولانی که از میان این پارک می‌گذرد.
این پارک تا حدی با پارک ملی اوره آناریوکا در نروژ هم‌مرز است.
حدود ۱۰۰۰۰ نفر در سال بازدید کننده این پارک هستند. حدود ۶۰ کیلومتر (۴۰ مایل) مسیرهای مشخص شده در پارک ملی راهسازی شده، و حتی برخی از پل‌ها و قایق‌ها برای مسافران ساخته شده‌است. بیش از ده کلبه بیابانی رایگان در پارک و سه کلبه قابل رزرو با هزینه اقامت وجود دارد. در تابستان حدود ۱۰۰ نفر در مناطق مشخص به حفر طلا می‌پردازند که مجوز لازم دارد.
منطقه حفاری طلا شامل دو پروازگاه کوچک است: مارتینی‌اسکانپالو با ۴۶۷ متر یا ۱٬۵۳۲ فوت و کرولاینن حدود ۵۰۰ متر یا ۱٬۶۰۰ فوت که می‌توان از آنها برای فرود یا برخاستن با هواپیماهای پروانه کوچک استفاده کرد.